# Riserius pugetensis
Riserius pugetensis är en djurart som tillhör fylumet slemmaskar, och som beskrevs av Norenburg 1993. Riserius pugetensis ingår i släktet Riserius och familjen Riseriellidae. Inga underarter finns listade i Catalogue of Life.